# Mira Murati
Mira Murati, née en 1988 en Albanie est une ingénieure logiciel américaine. En tant que directrice technique d'OpenAI elle participe au développement de DALL-E. Elle est citée comme « la créatrice de ChatGPT » par Time,,.

## Biographie
Mira Murati est née en 1988 en Albanie d'un couple d'enseignants,. Passionnée par les jeux vidéo et les mathématiques, elle commence un cursus à l'université de Tirana. Puis, cherchant plus de cas pratiques, elle part faire ses études au Canada, à Victoria, en Colombie-Britannique,.

## Carrière
En 2011, elle travaille comme analyste pour Goldman Sachs, puis chez Tesla, où elle se passionne pour l'intelligence artificielle, Leap motion et dans les laboratoires de Zodiac Aerospace avant de rejoindre en 2018 OpenAI. Elle y développe des projets d’intelligence artificielle dont ChatGPT et DALL-E,. Elle est citée comme « la créatrice de ChatGPT » par Time. Son rôle en tant que directrice technique consiste à identifier, évaluer et à être force de proposition dans les technologies à utiliser pour les différentes équipes et produits conçus. Elle est citée parmi les 12 leader de la tech en 2022 par Analytics India Magazine.
Elle est nommée CEO par intérim de l’entreprise après le départ de Sam Altman en novembre 2023.
Le 25 septembre 2024, elle annonce son départ d'OpenAI.

### ChatGPT
Elle estime que ChatGPT est une opportunité pour l'enseignement, bien que des règles et des limites doivent être fixées dans son utilisation au quotidien,,,.